# Детская беспризорность
Де́тская беспризо́рность — социальное явление полного отстранения несовершеннолетнего от семьи, сопряжённое с утратой места жительства и занятий. Является крайним проявлением безнадзорности — ослабления попечения от родителей или попечителей. Явление угрожает правильному формированию личности несовершеннолетних и способствует развитию социально негативных навыков.
Отличительными признаками беспризорности являются: полное прекращение связи с семьёй, родителями, родственниками; проживание в местах, не предназначенных для человеческого жилья; добывание средств к жизни способами, не признаваемыми в обществе (попрошайничество, воровство); подчинение неформальным законам.

## Определение
Понятие беспризорности отличается от понятия безнадзорности. В Федеральном законе от 25 июня 1999 года «Об основах системы профилактики безнадзорности и правонарушений несовершеннолетних» даны следующие определения:
Безнадзорный — несовершеннолетний, контроль за поведением которого отсутствует вследствие неисполнения или ненадлежащего исполнения обязанностей по его воспитанию, обучению и (или) содержанию со стороны родителей или законных представителей либо должностных лиц;
Беспризорный — безнадзорный, не имеющий места жительства и (или) места пребывания (бездомный).
Таким образом, в соответствии с законом, отличие беспризорного от безнадзорного состоит в отсутствии места жительства. В ряде публикаций понятия «беспризорность» и «безнадзорность» смешиваются.

## Причины
Беспризорность вызывается причинами социально-экономического характера, такими как войны, революции, голод, стихийные бедствия и другие изменения условий жизни, влекущие за собой сиротство детей.
Росту беспризорности способствуют экономические кризисы, безработица, нужда и детская эксплуатация, конфликтная обстановка в семьях, асоциальное поведение родителей, жестокое обращение с детьми, абьюзивные отношения. Выделяются также медико-психологические причины (склонность некоторых несовершеннолетних к асоциальному поведению).
В Большой советской энциклопедии указывается, что успешная борьба с детской беспризорностью возможна только в социалистическом обществе, где ликвидируются именно причины этого явления. Также отмечается то, что насаждение психологии индивидуализма и моральной изоляции личности от интересов общества усугубляют и способствуют развитию детской беспризорности.

## Психология беспризорников
Беспризорные дети отличаются более сильным инстинктом самосохранения, повышенной возбудимостью, склонностью к искусственным возбудителям (наркотикам, алкоголю и т. п.), также у них обострено чувство справедливости и сострадания, они очень ярко и искренно выражают свои эмоции. Некоторые из них преждевременно начинают половую жизнь. Они также отличаются выносливостью, активностью, солидарностью в групповых действиях.
Криминологи отмечают, что у беспризорников жизненные цели могут смещаться в сторону психологического комфорта, получения «сиюминутных удовольствий».

## Детская беспризорность на территории России

### Русь
На Руси, в родовой общине, имелась традиция заботы о сиротах «всем миром». С принятием христианства государственная политика также включает заботу о осиротевших детях. В Русской Правде статья 99 обязывала опекунов «печаловаться» — заботиться — о сиротах.
Политика призрения детей-сирот впервые, по словам А. Н. Кривоносова, появляется во времена правления Ивана Грозного. Сиротскими домами руководит Патриарший приказ. В XVI веке Стоглавым собором установлено создать при церквях богадельни для «сирых и немощных», где использовался педагогический принцип «воспитания в добром наказании».

### Российская империя
Решение вопроса началось Петром I, который поощрял открытие приютов, куда принимали незаконнорождённых с сохранением тайны происхождения. В 1706 году был построен один из крупнейших сиротских государственных домов при Холмово-Успенском монастыре. Сиротские монастыри обязаны обучать грамоте, арифметике и геометрии. В июне 1718 года Пётр I издал указ об отправке малолетних и нищих детей для работ на мануфактурах.
Следующим этапом стали изменения Екатерины II, при которой появились «воспитательные дома» и приюты, лишь на время укрывающие ребёнка от бед, а после передающих «в семью благонравного поведения». В таких учреждениях велось «доброе воспитание» с применением основательных правил.
Православная церковь также принимала на себя обязанности: создавались монастыри, где находили приют обездоленные и оставшиеся без родителей дети, где их опекали, воспитывали и лечили. К XIX веку почти все крупные монастыри имели при себе богадельни и детские приюты, а часть из монастырей славилась своими приютами.
Приюты в Российской империи принадлежали как духовенству, так и военному ведомству и Министерству внутренних дел. Многие из приютов были на самоокупаемости и самообеспечении, что требовало постоянного вовлечения детей в производство.

#### Количество детей
По словам А. Н. Кривоносова, в XIX веке число детей в воспитательных домах росло и ухудшались условия жизни. Недостатки питания и высокая плотность заселения, отсутствие ухода и медицинской помощи приводили к высокой смертности. При Александре I смертность доходила до 75 %.
Как указано выше, воспитанниками приютов становились не только беспризорники, но и безнадзорные, сироты, обездоленные и незаконнорождённые дети. По состоянию на 1 января 1911 года в 438 российских приютах были размещены 14 439 детей. К 1917 году в 538 приютах воспитывались 29 650 детей.

#### Изменения в отношении к беспризорникам
В эпоху судебных реформ в России сформировались основные направления по предупреждению правонарушений несовершеннолетних, которые обеспечивались исключительно силой общественности. В таком общественном движение участвовали, например, такие лица, как Д. А. Дриль, П. Г. Вельский, М. В. Духовской, П. И. Люблинский, С. В. Познышев, С. Т. Шацкий и другие. Эта деятельность была направлена на предохранение детей от развращающего влияния тюрем, организацию обучения и воспитания, создание специальных учреждений для несовершеннолетних осуждённых, дабы избежать криминального заражения детей при контакте с тюрьмой, где дети содержались вместе со взрослыми. Эта проблема решалась выводом детей из тюрьмы.
С развитием законодательства учреждаются суды для несовершеннолетних. Съезды исправительных заведений для несовершеннолетних активно развивают разработку вопроса предупредительной деятельности. Заведения начинают тесно сотрудничать с судами. Законом «О воспитательно-исправительных заведениях для несовершеннолетних» от 19 апреля 1909 года указывал заведениям иметь исключительно воспитательно-предупредительный характер и обязывал именоваться воспитательно-исправительными. Однако режим части заведений походил на тюремный.
Среди прочих известен Варшавский приют общества патроната в Струге, куда поступали на добровольной основе несовершеннолетние, освобождённые из Варшавской главной тюрьмы. Там подростки получали профессиональное образование и физическое воспитание, а воспитанник считался готовым к жизни вне заведения тогда, когда начинал собственной волей стремиться к труду и образованию, честности.
Со второй половины XIX века парадигма воспитания в образовании изменяется в гуманистическую, духовную и нравственную сторону.

### СССР
| Год  | Детей       |
| ---- | ----------- |
| 1917 | 30 000 ▲    |
| 1919 | 125 000 ▲   |
| 1921 | 6 000 000 ▲ |
| 1923 | 4 000 000 ▲ |
| 1924 | 280 000 ▼   |
| 1926 | 250 000 ▼   |
| 1928 | 159 000 ▼   |
| 1950 | 637 000 ▲   |
| 1958 | 375 000 ▼   |

После Первой мировой и Гражданской войны 1917—1922 годов резко увеличилось число беспризорных детей. По данным БСЭ, в 1921 году их число было около 4—6 млн чел. и около 2,5—4 млн чел. в 1923 году. Однако А. Ю. Рожков указывает, что в 1922 году было около 7 млн беспризорников, а А. Н. Кривоносов указывает на 4,5 млн и 7 млн человек в 1921 и 1922 годах соответственно.
К 1924 году в детских домах размещено 280 тыс. чел., через два года 250 тыс. чел., а в 1927—1928 годах 159 тыс. детей. Полностью завершённой ликвидация детской беспризорности считалась уже в середине 1930-х годов.
1 октября 1932 года органам Военизированной охраны путей сообщения НКПС СССР было поручено осуществлять задержание и санитарную обработку беспризорных детей, передвигающихся по железным дорогам, обеспечивать их питанием и культурным досугом. Для поиска детей применялись особые дозоры и оперативные группы, которые, в том числе, высылались на неохраняемые железнодорожные станции. В штат Военизированной охраны входили педагоги-воспитатели, осуществляющие свою деятельность в вагонах или комнатах-приёмниках. Тысячи жизней мальчишек и девчонок спасли бойцы охраны НКПС в эти тяжёлые годы.
Докладная записка о детской беспризорности в г. Брянске и Даниловском приёмнике г. Москвы 1933 г. :

За январь-февраль-март мес. 1933 г. пропускная способность Московско-Брянского вокзала достигала 250—300 беспризорных в месяц, в апреле-мае это число резко повышается, достигая 500—900 чел.
…только органы ТО ОГПУ и военизированная охрана дороги участвуют в борьбе с беспризорностью, участия других организаций и учреждении совершенно не видно.

В 1935 году СНК СССР и ЦК ВКП(б) отмечали, что при значительном количестве детских учреждений и улучшения материального положения рабочих, небольшое число беспризорников — это лишь недостаток профилактической работы. Отмечена была и общественная роль в воспитании детей, определена система мероприятий по предупреждению безнадзорности и беспризорности, разработаны меры борьбы с нарушением прав несовершеннолетних, повышена ответственность родителей за воспитание детей. Таким образом, на ликвидацию массовой детской беспризорности понадобилось около 15 лет.

### Российская Федерация
Новый рост числа беспризорных наблюдался в России с начала 1990-х годов. Факторами детской беспризорности являлись экономический кризис, бедность, безработица, ослабление семейных устоев, морально-психологический кризис, распространение психических заболеваний.
В документах Совета Федерации причинами возникновения и роста беспризорности были названы разрушение государственной инфраструктуры социализации и воспитания детей, а также кризис семей (рост бедности, ухудшение условий жизнедеятельности, разрушение нравственных ценностей и воспитательного потенциала семей).
Другими причинами являлись криминализация общества, широкое распространение новых для России видов правонарушений (проституция, наркоторговля), слабый контроль за работодателями, вовлекающими детей в нелегальные виды деятельности. Выделялась также нелегальная миграция детей (часто без сопровождения взрослых) из бывших республик СССР, вызываемая вооружёнными конфликтами и ещё более тяжёлым экономическим положением этих стран.
В 2000-е годы рост числа беспризорников сменился спадом. Так, согласно официальным данным, опубликованным в Российской газете по концепции «федеральной целевой программы „Дети России“ на 2007—2010 годы» (Распоряжение Правительства РФ), с 2003 по 2005 годы число беспризорников сократилось с 7,5 тысяч до 4,27 тысяч человек. Статистический сборник ЮНИСЕФ называет суммарное количество беспризорников и безнадзорных (доставленных в лечебное учреждения) в 64 393 чел. в 2005 году и 60 903 чел. в 2008 году.
Численность детей, которые были определены, либо находились на попечении в 2012 году — 654 тысяч детей. Большая часть из них (523 тысячи детей) не были усыновлены, но находилась на воспитании в семьях. Меньшая часть сирот (106 тысяч детей) пребывала в детских домах.
Неофициально некоторые чиновники и организации в разные годы озвучивали оценки числа беспризорников и безнадзорных детей, превышающие официальные данные на 2-3 порядка. При этом есть мнение, что в основном столь большие цифры озвучиваются для «приписок», помогающих чиновникам создавать рабочие места.
В марте 2023 года директор департамента госполитики в сфере защиты прав детей Минпросвещения РФ Лариса Фальковская заявила, что благодаря развитию системы профилактики безнадзорности и правонарушений несовершеннолетних, в России практически не осталось беспризорных детей, сообщив при этом, что вопросы воспитания в образовательных учреждениях и взаимодействия с семьями являются ключевыми для министерства.

## Детская беспризорность в США
По данным американского департамента образования, к концу 2012 года число детей, лишённых родительской опеки в США, достигло почти 1 млн чел. Ещё пять лет назад детей, лишённых родительской опеки, было на 57 % меньше. Однако речь шла только о тех, кто посещает образовательные учреждения. Большая часть из официально зарегистрированных несовершеннолетних, лишённых родительской опеки, живёт в специальных приютах, дешёвых отелях, на железнодорожных станциях, а также при церквях и больницах. Некоторых пускают под крышу знакомые. Многие из этих детей употребляют наркотики и становятся жертвами сексуальных преступлений. Часть из них вступает в сексуальные контакты ради еды, одежды или крыши над головой.

## Последствия
Беспризорность влечёт за собой очень тяжёлые общественные последствия, такие как рост правонарушений и преступлений среди несовершеннолетних, проституция, алкоголизм, наркомания, распространение гепатита, туберкулёза и других заразных заболеваний. Беспризорные дети, лишённые средств к существованию, могут подвергаться коммерческой и криминальной эксплуатации. Беспризорники вовлекаются в криминальные сферы деятельности (работа на улице во вредных условиях, проституция, порнографический бизнес, торговля табачной, алкогольной продукцией и т. д.), связанные с риском для здоровья, психологического и социального развития.
С 1994 по 2002 годы в 1,9 раза выросло число детей, больных алкоголизмом, в 3,3 раза — токсикоманией, в 17,5 раз — наркоманией. Значительно увеличилось количество детей, больных сифилисом, другими венерическими заболеваниями, СПИДом.

## Помощь беспризорным детям

### Благотворительный выпуск почтовых марок
В 1926 и 1930 годах были выпущены серии почтовых марок СССР, посвящённых теме борьбы с беспризорностью:
- Почтовая марка СССР, 1926 год
- Почтовая марка СССР, 1926 год
- Почтовая марка СССР, 1926 год
- Почтовая марка СССР, 1930 год
- Почтовая марка СССР, 1930 год